# Charroux (Allier)
Charroux ist eine französische Gemeinde mit 340 Einwohnern (Stand: 1. Januar 2022) im Département Allier in der Region Auvergne-Rhône-Alpes. Sie gehört zum Arrondissement Vichy und zum Gemeindeverband Saint-Pourçain Sioule Limagne. Die Bewohner werden Charlois und Charloises genannt. Die Gemeinde Charroux ist als eines der Plus beaux villages de France (schönste Dörfer Frankreichs) klassifiziert.

## Geographie
Die Gemeinde Charroux liegt auf einem Kalkplateau am nordöstlichen Rand des Zentralmassivs und bietet einen weiten Ausblick auf die Umgebung. Die Stadt Vichy liegt etwa 20 Kilometer ostsüdöstlich von Charroux.

## Geschichte

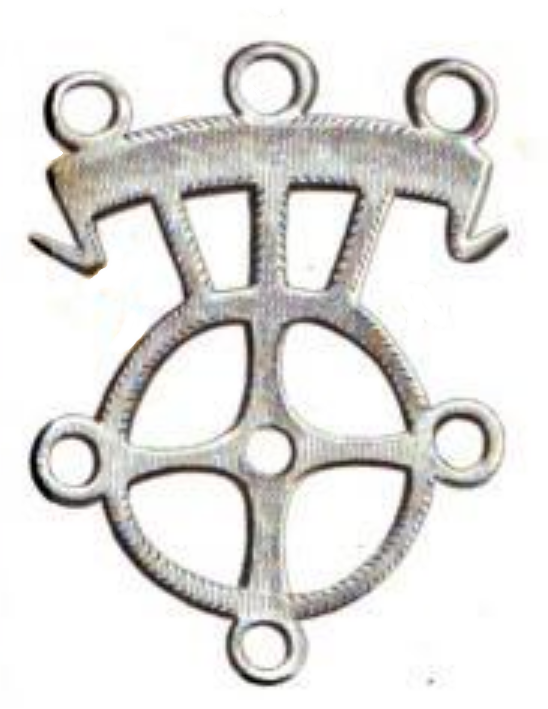
Bronzefund aus Charroux, Zeichnung von E. M. Tudot (1861)

Auf frühe Besiedlung des Plateaus deuten archäologische Funde der späten Bronzezeit, die sich heute überwiegend im Musée Anne de Beaujeu in Moulins befinden, darunter ein künstlerisch besonders hochwertiger Bronzeschmuck, dessen Verbindung eines Radkreuzes mit einem Kreissegment als Darstellung des Sonnenrades mit der Sonnebarke gedeutet wurde. Vergleichbare Funde aus römischer Zeit sind nicht erhalten, aber der quadratische Grundriss der Siedlung und die Nähe zu einem alten Verkehrsweg gelten als Hinweis auf die Anlage eines gallorömischen Oppidums, wie man auch den Namen Charroux, im Mittelalter lateinisch bezeugt unter anderem in den Formen Carofium (1287) und Carrotum (1322), auf lat. Quadrivium („Vierweg“, „Kreuzung“, spätlat. quarrogium) zurückzuführen versucht hat.
1245 verlieh Archambault IX. von Bourbon seiner „Stadt“ Charroux (ma vile de Charrox) und ihren Bürgern (borjois) besondere Freiheitsrechte. Zur Abgrenzung des Geltungsbereiches dieser franchise wurden acht mit ihren Standorten in der Urkunde aufgeführte Steinkreuze aufgestellt. Von einem dieser acht Kreuze, das „auf dem Ochsenweg“ oder „Ochsenmarkt“ (ou toral) stand und erst im Verlauf der Französischen Revolution 1793 abgebrochen wurde, konnte 1982 ein bedeutender Überrest mit dem Crucifixus und der Inschrift IHS wieder aufgefunden werden, der sich im Stadtmuseum von Charroux befindet und das älteste datierbare Kreuz dieser Art im Bourbonnais ist.
Charroux war im Mittelalter mit zwei Mauern und acht Stadttoren befestigt, wovon sich nur Überreste einer der Mauern und zweier Tore erhalten haben. Die Stadt wurde 1412 von einer Seuche und 1422 für mehrere Jahre von der Pest heimgesucht. Während des Aufstandes der Praguerie von 1440, als der Herzog von Bourbon mit dem rebellischen Adel auf der Seite des Dauphins gegen König Karl VII. stand, wurde Jacques I. de Chabannes von den Truppen Karls VII. in Charroux belagert und die Festung nach der Einnahme angeblich fünfzehn Tage lang von den Königlichen geplündert. 1586 wurde Charroux erneut geplündert, gebrandschatzt und die Mauern und Tore geschleift, als hugenottische Truppen nach deren siegreich bestandener Schlacht bei dem Weiler Cognat nahe Gannat die Ortschaften, Kirchen und Klöster der Umgebung verwüsteten, ehe sie in den Berry weiterzogen. Als 1576 auch Heinrich I., Prinz von Condé, nach der Einnahme von Vichy mit seinen Söldnern gegen Charroux zog, musste die Stadt, die ihre Befestigungen noch nicht wiederhergestellt hatte, sich kampflos ergeben und von erneuter Plünderung freikaufen.
1662 ging das Bourbonnais in Besitz von Ludwig II. von Bourbon, Prinz von Condé, über, der in Charroux ein Jagdhaus unterhielt (heute ein Hotel). Die Geschichte von Charroux während der Französischen Revolution ist ausführlich im Musée de Charroux et de son Canton sowie in den Archiven im Bürgermeisteramt (Mairie) dokumentiert.
Im 19. Jahrhundert gab es einen kleinen Bahnhof bei Charroux. Die Lage abseits von anderen Verkehrswegen führte aber zu einem kontinuierlichen Verfall und Rückgang der Bevölkerungszahl von zur Zeit der Revolution noch 1300 auf heute etwa 320. Das Handwerk, das früher einen besonderen Schwerpunkt in der Gerberei und Lederverarbeitung gehabt und vom Bedarf der örtlichen Garnisonen profitiert hatte, erlebte einen Niedergang, so dass 1842 von früher 32 Gerbereien nur noch eine einzige übrig war. Charroux überdauerte als bäuerlich geprägtes Dorf und suchte seit den 1970er-Jahren neue Entwicklungsmöglichkeiten im Tourismus. Zahlreiche historische Häuser sind heute Ferienhäuser und etliche Privatpersonen und Vereine bemühen sich um eine Wiederbelebung des Ortes.

### Bevölkerungsentwicklung
| Jahr                       | 1962 | 1968 | 1975 | 1982 | 1990 | 1999 | 2006 | 2015 | 2022 |
| Einwohner                  | 427  | 427  | 387  | 352  | 324  | 330  | 374  | 367  | 340  |
| Quellen: Cassini und INSEE |      |      |      |      |      |      |      |      |      |

## Sehenswürdigkeiten

### Kirchen von Charroux
Charoux besaß im Mittelalter zwei Pfarreien und Pfarrkirchen, von denen die eine, St. Jean-Baptiste, dem Bistum Clermont angehörte und der Komturei des Templerordens von La Marche unterstand, während die andere, St. Sébastien zum Erzbistum Bourges gehörte und dem Priorat von Saint-Germain-de-Salles unterstand.
Hinzu kam in der Pfarre von St. Jean-Baptiste eine Kirche der Templer von La Marche, ferner vor der inneren Stadtmauer eine Komturei der Antoniter, auch Hospital genannt, die später aufgegeben und in einen Konvent für Benediktinerinnen umgewandelt wurde.
In das Reich der durch Missverständnisse und Verwechslungen entstandenen Legenden späterer Geschichtsschreibung gehören dagegen Erzählungen von einer ebenfalls außerhalb der Stadt gelegenen Abtei namens le Pérou oder la Peyrouse, lateinisch angeblich Abbatia Petrosa, die auf einem „steinigen“ Plateau fünfhundert Meter vor der Stadt bereits im Frühmittelalter von Benediktinern aus Menat oder aus der berühmten aquitanischen Abtei Charroux in Poitou-Charentes gegründet worden sei und bis zu ihrer Zerstörung während der Französischen Revolution fortbestanden habe. Eine Legende ist auch, dass Papst Urban II. 1096 Charroux besucht und dort einen Altar geweiht habe: Dieser Vorgang, vom 10. Januar 1096, ist gut dokumentiert, aber für das aquitanische Charroux, nicht für das im Bourbonnais.
Die Pfarrkirche St.-Sébastien wurde 1793 in Staatseigentum überführt und verkauft, sie ist heute, ebenso wie die beiden Ordensbauten, nicht mehr erhalten. Die Wehrkirche St. Jean-Baptiste wurde dagegen in ihrer Funktion bewahrt und bildet heute einen der Hauptanziehungspunkte für den Tourismus. Es handelt sich um einen von zwei Reihen zu fünf Säulen geteilten dreischiffigen Bau, dessen Chor und Apsis teilweise noch aus dem 12./13. Jahrhundert stammen, und der späte romanische sowie gotische Stilelemente aufweist. Nach einem Einsturz des Gewölbes 1742 fanden 1766–1768 größere Renovierungsarbeiten satt. Zwischen 1950 und 1954 wurden Baumaßnahmen zur Entlastung der Pfeiler des Querschiffs und zur Stützung des Gewölbes durchgeführt. Der im 14. Jahrhundert dem Querschiff aufgesetzte Wehrturm mit achteckigem Grundriss bildet mit seinem seit dem Einsturz um den größten Teil der Spitze verminderten Stumpf das Wahrzeichen von Charroux.

### Stadtbefestigung
Das befestigte Zentrum von Charroux, geschützt durch eine Ringmauer und einen Verteidigungsgraben mit vier Stadttoren, von denen zwei noch erhalten sind bilden sich um die ehemalige Zitadelle, genannt „der Hof der Damen“. Ferner sind noch zwei Turmreste vorhanden (Tour du Guet-Gefängnis) und an der rückseiten Front vom „Haus von Condé“.

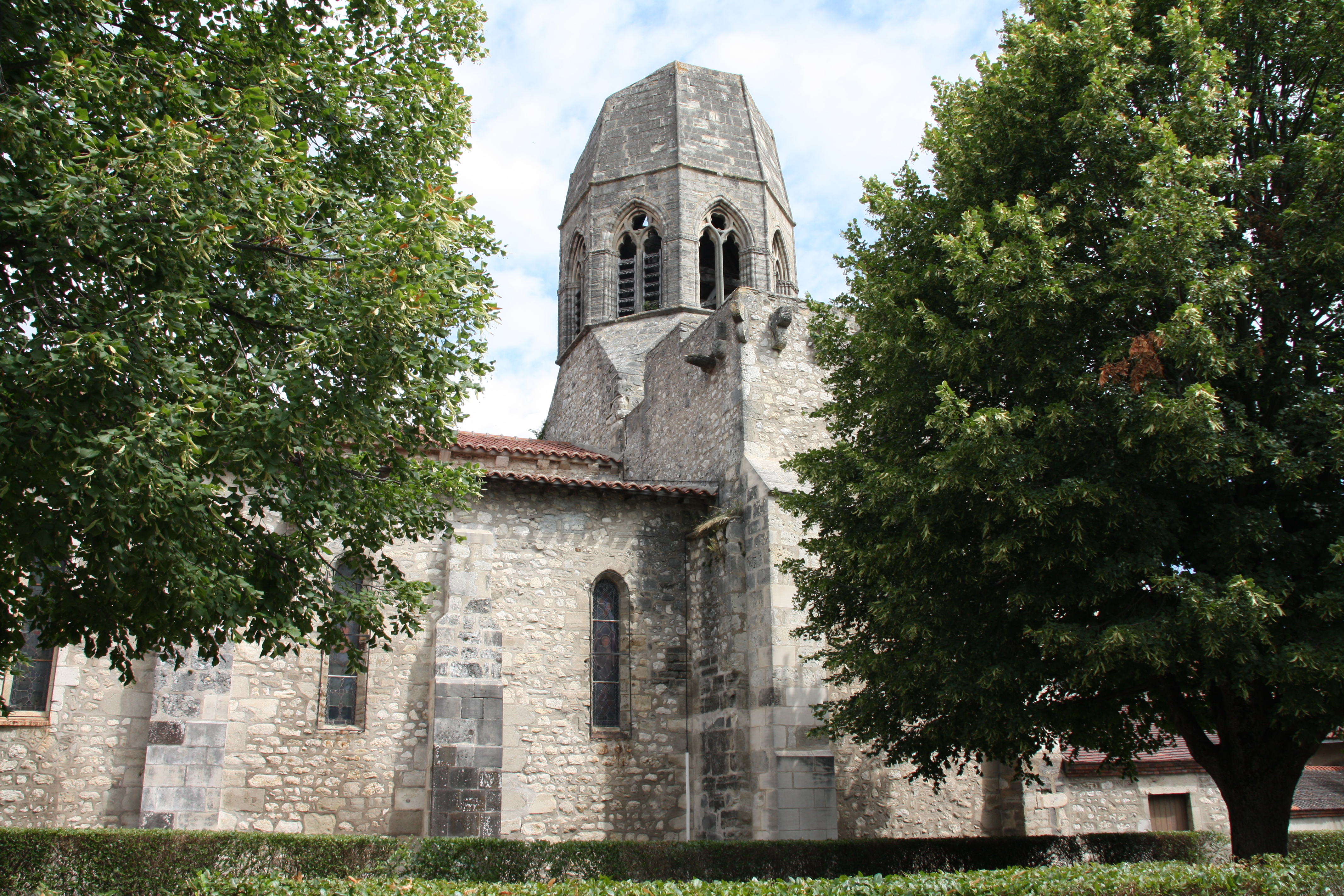
Kirche Saint-Jean-Baptiste
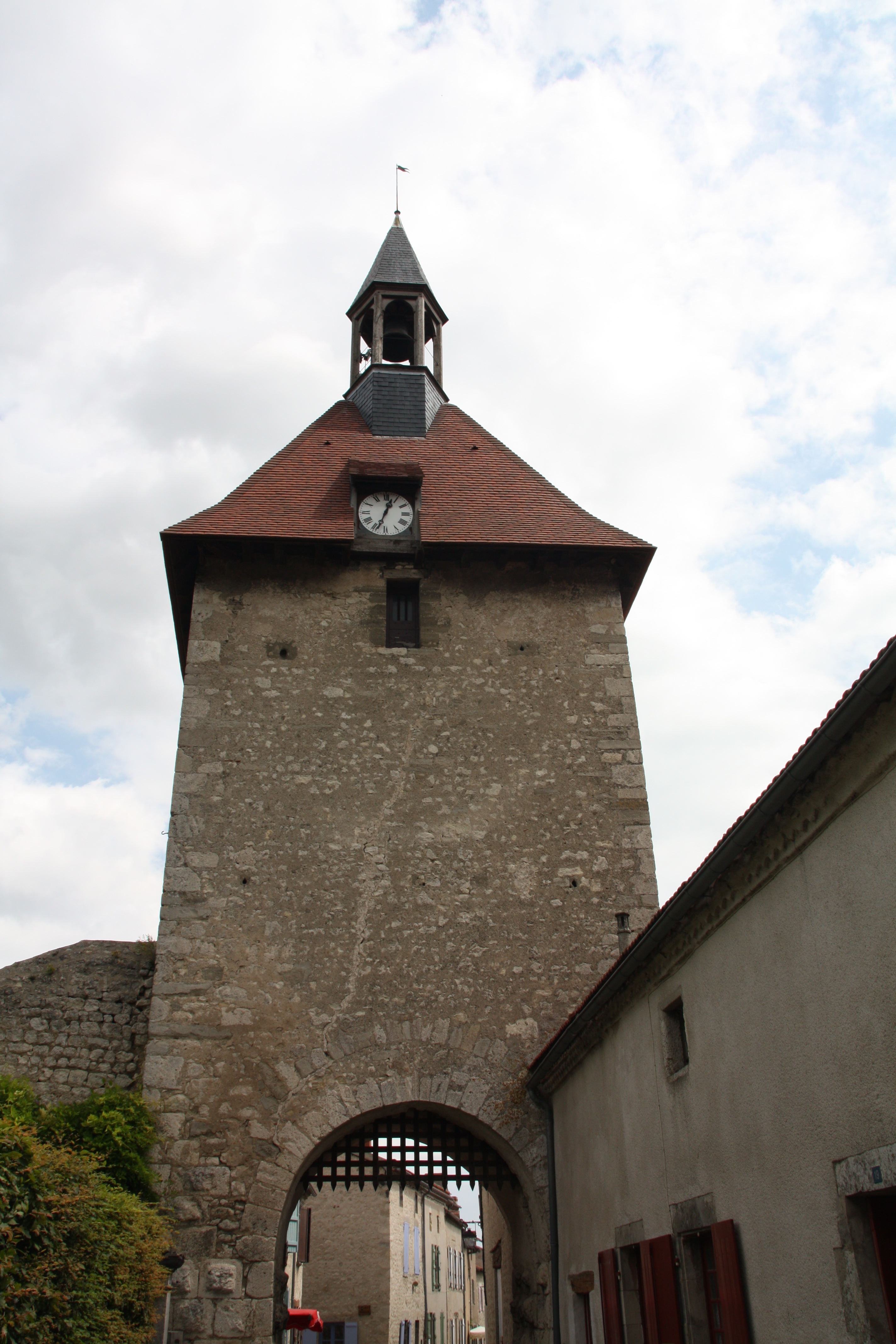
Westtor (Porte d’Occident oder Porte de l’horloge)
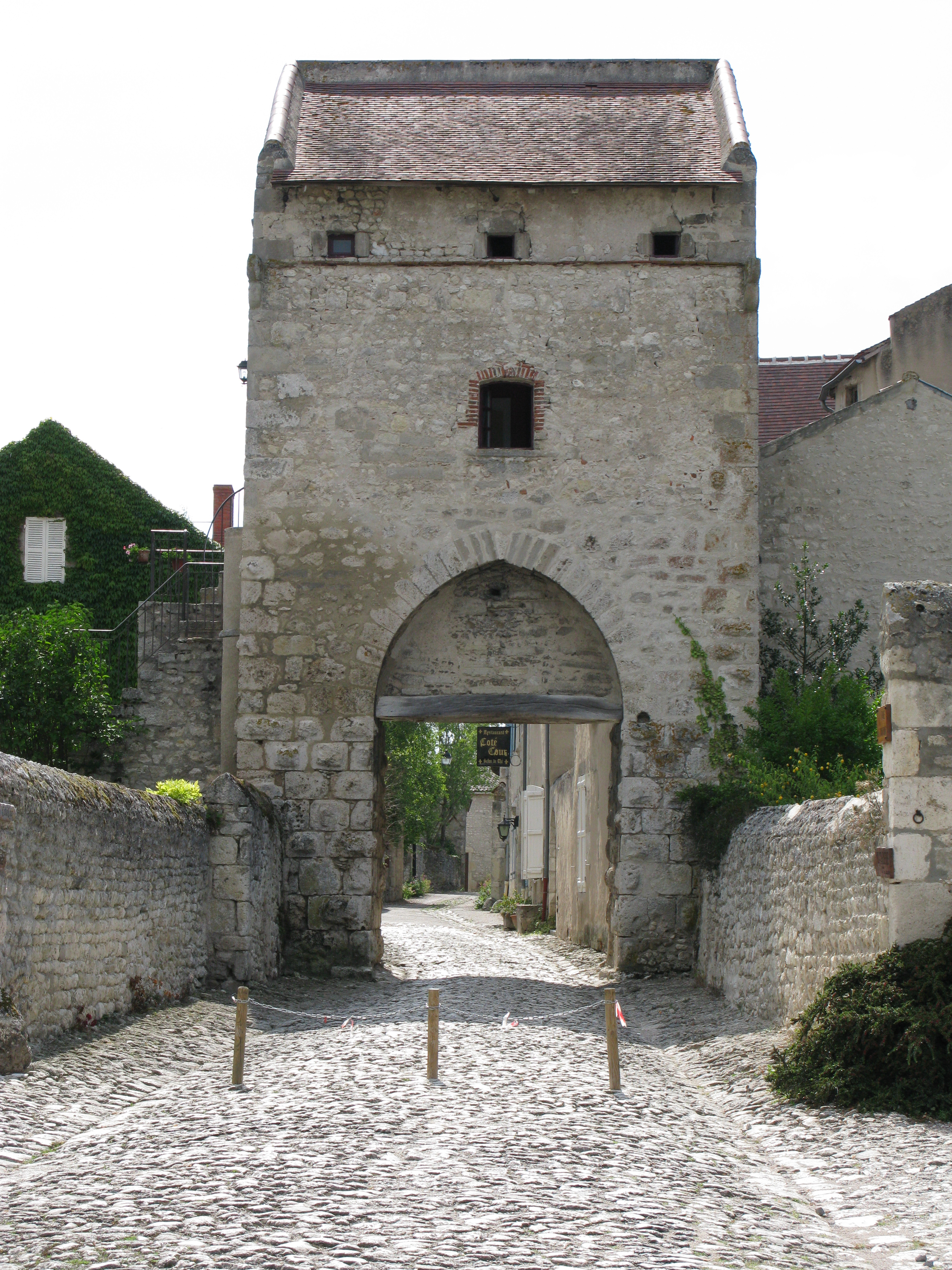
Osttor (Porte d’Orient)

## Belege
1. ↑  Charroux auf Les plus Beaux Villages de France (französisch)
2. ↑  Pierre Abauzit: Les découvertes de l’âge du bronze dans l’Allier, Note 2: Les dépôts à Charroux (= Bulletin de la Société Préhistorique française. tom. LIX, num. 9–10). 1962, S. 668–683.
3. ↑  Jacques-Joseph Moret: Notices pour servier à l’histoire des paroisses bourbonnaises depuis leurs origines jusqu'à nos jours. Band 1. Imprimerie Bourbonnaise, Moulins 1902, S. 572.
4. ↑  Jacques-Joseph Moret: Notices pour servier à l’histoire des paroisses bourbonnaises depuis leurs origines jusqu'à nos jours. Band 1. Imprimerie Bourbonnaise, Moulins 1902, S. 490.
5. ↑  Nach einer Abschrift von 1679, der das Original der Urkunde zugrunde gelegen haben soll, wiedergegeben von Jean Marie de la Mure: Histoire des ducs de Bourbon. Band III, Potier, Paris 1868, dort in den angehängten Pièces supplémentaires et document inédits. S. 97–100. (Digitalisat bei Google Books), zum Datum der Urkunde, das in der Literatur zuweilen noch falsch mit 1145 angegeben wird, siehe die Richtigstellung S. 97 Anm. 1. Nach einer abweichenden, in der Lautung nordfranzösisch geprägten Abschrift wohl des 15. Jahrhunderts erscheint der Text auch schon bei Jean-Baptiste Peigue: Notice historique sur la ville de Charroux en Bourbonnais. In: Jean-Baptiste Bouillet: Tablettes historiques de l’Auvergne. Band III, Pérol, Clermont-Ferrand 1848, S. 198–203 (Digitalisat bei Google Books).
6. ↑  De la Mure: Histoire des ducs de Bourbon. S. 100.
7. ↑  Jacques Baudoin: Les croix du Massif Central. Créer, Nonette 2000, Nr. 150; ders., Croix du Bourbonnais. Créer, Nonette 2005, S. 15 Abb. 14, S. 59.
8. ↑  Peigue: Notice historique. S. 204.
9. ↑  Peigue: Notice historique. S. 204, nach Jean Chartier, dem Chronisten Karls VII.
10. ↑  Peigue: Notice historique. S. 206–208.
11. ↑  Peigue: Notice historique. S. 208f.
12. 1 2  Peigue: Notice historique. S. 210.
13. ↑  Moret: Notices pour servier à l’histoire des paroisses bourbonnaises. Band 1, S. 490 ff.
14. ↑  Moret: Notices pour servier à l’histoire des paroisses bourbonnaises. Band I, S. 492.
15. ↑  Peigue: Notice historique. S. 196.
16. ↑  So die ansonsten Peigue folgende historische Übersicht auf der Internetpräsenz der Gemeinde www.charroux.com, wonach die Gründung schon im 6. Jahrhundert erfolgte und die Mönche aus dem aquitanischen Charroux – wo deren Mutterabtei tatsächlich erst im 8. Jahrhundert entstand – auch den Namen ihres Heimatortes auf die neue Gründung und die dortige Siedlung übertragen hätten
17. ↑  Zur Richtigstellung der maßgeblich von Peigue begründeten Irrtümer ausführlich Philippe Tiersonnier: Notes sur Charroux. In: Bulletin de la Société d’Émulation du Bourbonnais. Reihe 2, Band 26, Nr. 11–12 (November-Dezember 1923), S. 471–531, S. 492–505.
18. ↑  So die historische Übersicht auf der Website der Gemeinde charroux.com; ähnlich Jean Débordes: Les nouveaux mystères de l’Allier. Éditions de Borée, Romagnat 2006, S. 382.
19. ↑  De consecratione Dominici altaris Carrofensis monasterii, ab Urbano papa II facta anno 1096. PL 151,271ff.
20. ↑  Grundriss bei Anne Courtillé: Auvergne et Bourbonnais gothiques. Band I, Créer, Nonette 1991, S. 312.
21. ↑  Courtillé: Auvergne et Bourbonnais gothiques. S. 321f., Abbildungen der Kapitelle mit Pflanzenornamenten und menschlichen Karyatiden S. 288.
22. 1 2  Courtillé: Auvergne et Bourbonnais gothiques. S. 411 Anm. 25.